# Avianca El Salvador
Pour les articles homonymes, voir Taca et TAI.
Avianca El Salvador, anciennement appelée TACA (code AITA : TA ; code OACI : TAI), est une compagnie aérienne d'Amérique latine basée à San Salvador au Salvador. Elle fait partie du groupe Avianca.
La compagnie dispose de trois hubs :
- San Jose, Costa Rica, avec des connexions vers l'Amérique centrale,
- San Salvador, Salvador, avec des connexions vers le Mexique, les États-Unis et l'Europe,
- Lima, Pérou, avec des connexions vers les principales villes d'Amérique du Sud et les États-Unis.

## Histoire
La compagnie Transportes Aéreos Centroamericanos (TACA) est fondée en 1931 à Tegucigalpa au Honduras par Lowell Yerex en tant qu'entreprise de transport mixte, de fret et de passagers. Elle commence ses activités avec un avion monomoteur Stinson. Elle prend par la suite le nom de TACA International.
Entre 1989 et 1995, TACA se développe avec une alliance stratégique regroupant Aviateca (Guatemala), Lacsa (Costa Rica) et Nica (en) (Nicaragua), devenant ainsi le groupe TACA.
En 1998, la compagnie engage une rénovation de la flotte qui se compose de l'achat le plus important d'Airbus A319 et A320 de l'histoire.
En plus de ses deux plateformes de correspondance en Amérique centrale, la ville péruvienne de Lima devient en 2001 son hub pour l'Amérique du sud, grâce à la création de Taca Peru. En 2004, TACA, désormais Transportes Aéreos del Continente Americano ou TACA International Airlines, relie 34 villes dans 19 pays.
Le 7 octobre 2009, TACA et la compagnie colombienne Avianca annoncent la constitution d'une alliance stratégique formant le plus grand réseau de liaisons en Amérique latine avec une centaine de destinations en Amérique et en Europe desservies par une flotte de plus de 150 avions. La famille salvadorienne Kriete est propriétaire à partir de 2009 de 10 % des actions de TACA International Airlines, ce qui fait d'Avianca le propriétaire de 75 % d'AviancaTaca, holding créée en 2010 sous le nom d'Avianca Holdings, aujourd'hui Avianca Group. Le 28 mai 2013, la fusion entre les deux compagnies devient effective et la marque TACA disparaît au profit d'Avianca.

## Partenariat
TACA a noué des relations de partage de code avec différentes compagnies aériennes :
- United Airlines, propose 126 destinations, en Asie, Océanie, Europe et les États-Unis.
- Aerosur, en partenariat avec Taca Peru, propose à destination de la Bolivie, La Paz et Santa Cruz.
- Air France, partenariat signé en 2001, facilite aux passagers arrivant d'Europe une interconnexion vers les trois Amériques, TACA réalise pour le compte d'Air France au départ de Miami les vols à destination de :
  - San Salvador
  - San Pedro Sula
  - Guatemala
  - Managua
- Avianca, propose des vols à destination de Medellin et Cali, en Colombie.
- Iberia, partenaire depuis octobre 2004, sur les vols au départ de Madrid pour le Guatemala, San Jose et Panama. Les passagers profitent du partage de code avec TACA et/ou LACSA, offrant ainsi aux passagers de plus grandes possibilités de vols directs ou avec escales sur l'ensemble du réseau de TACA.
- TAM Linhas Aéreas, partenaire depuis avril 2006 réalise des connexions à destination de :
  - Rio de Janeiro
  - Salvador
  - Recife

## Flotte

### Flotte actuelle

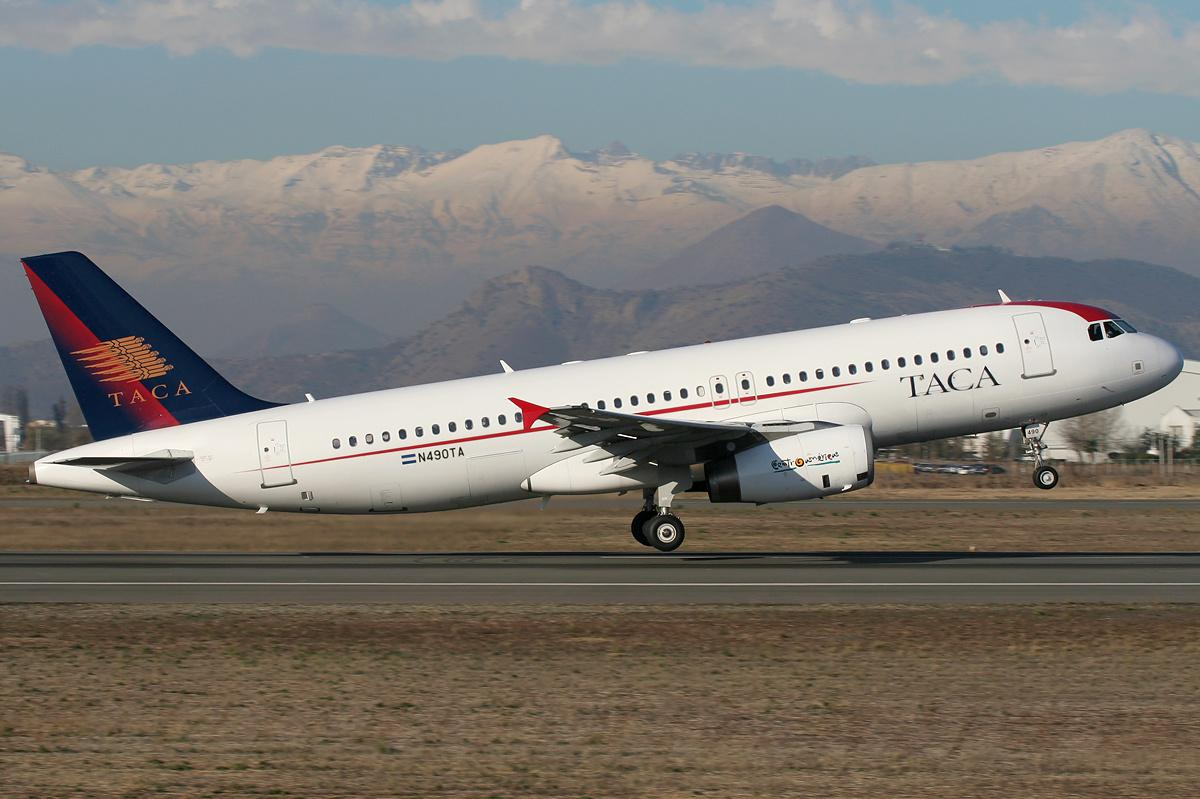
A320 de la TACA à Santiago (Chili).

En janvier 2023, la flotte de TACA est composée des appareils suivants :

### Flotte historique
Par le passé, Avianca El Salvador a exploité les appareils suivants :
| Avion                          | Total | Introduit | Retiré  | Notes                               |
| ------------------------------ | ----- | --------- | ------- | ----------------------------------- |
| Airbus A300B4-200F             | 5     | 1998      | 2001    | Opéré par JHM Airlines Cargo        |
| Airbus A321-200                | 6     | 2005      | 2022    |                                     |
| BAC 1-11 400                   | 3     | 1966      | 1988    |                                     |
| BAC 1-11 500                   | 1     | 1981      | 1982    |                                     |
| Beechcraft 17                  | 1     | 1950      | 1953    |                                     |
| Bellanca CH-300 Pacemaker      | 1     | 1935      | 1944    |                                     |
| Bellanca CH-400 Skyrocket (en) | 3     | 1934      | Inconnu |                                     |
| Boeing 737-200                 | 16    | 1982      | 2005    |                                     |
| Boeing 737-300                 | 9     | 1988      | 1999    |                                     |
| Boeing 737-400                 | 1     | 1992      | 1993    | Transféré à Carnival Air Lines (en) |
| Boeing 767-200                 | 2     | 1985      | 1995    |                                     |
| Boeing 767-200ER               | 3     | 1992      | 1997    |                                     |
| Boeing 767-300ER               | 3     | 1993      | 2000    |                                     |
| Canadair CL-44                 | 1     | 1974      | 1974    |                                     |
| Cessna Citation I              | 1     | 1994      | 1995    |                                     |
| Curtiss C-46 Commando          | 2     | 1945      | 1970    |                                     |
| Douglas C-47 Skytrain          | 15    | 1945      | 1948    |                                     |
| Douglas C-54 Skymaster         | 3     | 1949      | 1975    |                                     |
| Douglas DC-4                   | 2     | 1947      | 1973    |                                     |
| Douglas DC-6                   | 5     | 1970      | 1978    |                                     |
| Embraer 190AR                  | 12    | 2008      | 2019    |                                     |
| Ford 5-AT Tri-Motor            | 18    | 1934      | 1944    |                                     |
| Grumman G-21 Goose             | 1     | 1947      | Inconnu |                                     |
| Kreutzer K-5 Air Coach (en)    | 2     | Inconnu   | 1937    |                                     |
| Lockheed L-18 Lodestar         | 1     | Inconnu   | 1947    |                                     |
| Lockheed L-188A Electra        | 2     | 1975      | 1985    |                                     |
| Metal Aircraft Flamingo (en)   | 2     | Inconnu   | Inconnu |                                     |
| Stinson Model O (en)           | 3     | Inconnu   | Inconnu |                                     |
| Stinson Model U                | 1     | Inconnu   | Inconnu |                                     |
| Vickers Viscount               | 7     | 1954      | 1975    |                                     |

## Accidents
- 5 mars 1959 : le Vickers Viscount YS-09C s'écrase peu après avoir décollé de l'aéroport international de Managua, au Nicaragua. Quinze des dix-neuf personnes à bord décèdent[2].
- 24 mai 1988 : le Boeing 737 flambant neuf du vol 110 TACA connait une double panne moteur. Pendant l'approche de La Nouvelle-Orléans, sous l'orage et la grêle, les réacteurs s'arrêtent puis prennent feu. Les pilotes réussissent l’exploit d’atterrir sur une digue, en vol plané. La défaillance vient de la conception des réacteurs qui ne permet pas d'évacuer l'eau accumulée lorsqu'ils fonctionnent à faible vitesse. Les 45 passagers et membres d'équipage s'en sortent indemnes.
- 30 mai 2008 : un Airbus A320 s'écrase à l'atterrissage sur l'aéroport de Tegucigalpa Toncontin. Le bilan est de cinq morts, dont trois passagers et deux personnes en voiture, touchées par l'avion qui tentait de freiner sous la pluie[3].